# Bitwa pod Legnano (opera)
Bitwa pod Legnano (wł. La battaglia di Legnano) – opera Giuseppe Verdiego w czterech aktach, wystawiona po raz pierwszy w Teatro Argentina 27 stycznia 1849 roku.